# Pietro Capretto
Pietro Capretto (Pordenone, 1426 – 22 gennaio 1504) è stato un presbitero, letterato e poeta italiano.
Il cognome Capretto deriva dal friulano Del Zochul, che significa proprio capretto.  Nel corso della sua vita si firmò in modi diversi, alternando il cognome paterno tipicamente friulano alla versione latina Haedus e a quella volgare Capretto, con molteplici varianti grafiche: Edo, Cavretto, Del Zocholo, Çocholo, Giocholo e anche Cryshaedus. Quest’ultimo appellativo alluderebbe a un capretto dorato posto al centro dello stemma di cui la famiglia forse si fregiava. 

## Biografia
Nato a Pordenone nel 1426, figlio del magister Benvenuto e di Fiordalisa; divenne sacerdote nel 1447 e ricoprì vari incarichi ecclesiastici a Gemona del Friuli e Pordenone, tra cui il vicariato del Duomo di San Marco. Nel 1495 si ritirò definitivamente a Pordenone, dove era titolare di altri benefici ecclesiastici. La sua formazione, sebbene non documentata, lascia intuire una profonda preparazione umanistica, forse maturata a Padova o nelle scuole ecclesiastiche locali.
Ebbe contatti con intellettuali e stampatori dell'epoca, tra cui Gerardo di Lisa, Leonello Chiericati e Jacopo da Porcia.
Morì il 22 gennaio 1504, all'età di circa 77 anni

### Opere
La sua opera più nota è il Rimedio amoroso, un poema allegorico in forma di dialogo scritto in in volgare e in terza rima, che richiama Dante e si al genere della visione, prendendo spunto dell'Amorosa visione di Giovanni Boccaccio e dei Trionfi del Petrarca. Ne è protagonista lo stesso Capretto che, prima del fren del sacerdozio, viene assalito dagli strali di Cupido. L'amata, però, non ricambia il suo amore e l'autore, profondamente prostrato, otterrà conforto da altri che prima di lui erano stati vinti da Amore: prima Ovidio e poi Boezio che, dopo la morte della donna gli farà da guida spirituale, come un novello Virgilio.
Nel 1484 curò la traduzione in volgare delle Costituzioni della Patria del Friuli, scegliendo il dialetto trevisano per renderle più accessibili.
Fu autore anche di un Liber memorialis defunctorum, interessante per le informazioni biografiche e genealogiche.